# 程宏 (明朝)
程宏（1430年—？），字毅夫，直隸徽州府祁門縣人，明朝政治人物。進士出身。

## 生平
應天府鄉試第二名。成化二年（1466年）丙戌科會試第七十二名，殿試登進士第三甲第九十七名。

## 家族
曾祖父程名哲。祖父程福。父亲程翰。